# Цугару (равнина)
Цугару (яп. 津軽平野 цугару-хэйя) — аллювиальная равнина в Японии, расположенная в западной части префектуры Аомори на острове Хонсю.
На северо-западе равнина выходит к Японскому морю, на юго-западе доходит до горы Иваки. На юго-востоке она ограничена хребтом Оу, на северо-востоке - центральным хребтом полуострова Цугару. Через равнину протекает река Иваки, берущая начало в горах Сираками. Также по равнине протекают её притоки Асеиси (яп. 浅瀬石川) и Хиракава (яп. 平川). Иваки течёт на север и впадает в лагуну Дзюсан, соединяющуюся с Японским морем.
Площадь равнины составляет около 1000 км², ширина - 20 км, длина - 60 км.